# 圣弗朗西斯县 (阿肯色州)
圣弗朗西斯县（英語：St. Francis County）是位于美国阿肯色州东部的一个县，面积1,664平方公里，县治福雷斯特城。根据2000年美国人口普查，共有人口29,329。
圣弗朗西斯县成立于1827年10月13日，县名源自圣弗朗西斯河紀念天主教聖人聖方濟各）。